# James Bartholomew Blackwell
Pour les articles homonymes, voir Blackwell.
 (septembre 2016).
Si vous disposez d'ouvrages ou d'articles de référence ou si vous connaissez des sites web de qualité traitant du thème abordé ici, merci de compléter l'article en donnant les références utiles à sa vérifiabilité et en les liant à la section « Notes et références ».
James Blackwell, probablement né le 16 septembre 1766 à Ennis et mort le 14 mars 1822 à Paris, est un soldat professionnel et révolutionnaire irlandais.

## Formation
James Blackwell naît dans la rue Barrack, à Ennis, dans le Comté de Clare. Les archives de son année de naissance varient entre 1763 et 1766. Il a été commis à la fois à la cause de l'indépendance irlandaise et à la France . Comme un jeune garçon, il fut envoyé en France pour être éduqué au Collège irlandais à Paris. Ce fut grâce à une bourse fournie par son grand-oncle, le Dr Murray Barthélemy . Il a étudié la médecine jusqu'à l'âge de vingt ans, alors, en 1786, il rejoint le régiment de Walsh en tant que cadet. Il semble qu'il se lia d'amitié avec ces révolutionnaires comme Danton, Camille Desmoulins et, colonel Blackwell est crédité menant une des agressions les plus réussis au cours de la prise de la Bastille en 1789. En 1792, il était devenu lieutenant dans un régiment de hussards. En 1794, il a été blessé à une campagne dans le nord de la France. Autour de ce temps, il a sauvé la vie du colonel Wade et sa fille Sophie. Bien que de Somerset, ils étaient en France lorsque la guerre a éclaté avec l'Angleterre et a été soupçonné d'être impliqué avec l’ennemi. James Blackwell était interprète à leur procès et peu de temps après, il épousa Sophie.

## Carrière militaire
Ce fut une époque mouvementée à Paris. Wolfe Tone est arrivé là en 1796 pour organiser l'aide militaire de l’Irlande. Colonel Blackwell a participé à deux expéditions françaises vers l'Irlande avec Wolfe Tone et Napper Tandy. La première expédition en 1796, sous le général Hoche, a fait naufrage dans une tempête au large de la baie de Bantry et la deuxième en 1798 s'est rendue aux forces navales britanniques au large de la côte de Donegal. Sur le chemin du retour en France, Tandy et Blackwell ont été arrêtés à Hambourg. Ils ont été extradés vers l'Irlande et Blackwell a passé les deux prochaines années dans la prison de Kilmainham. 
Après une intervention politique, il a été libéré et est retourné en France en 1802. Plus de quatre millions de francs ont été versés en compensation par la ville de Hambourg pour le gouvernement français, sous la menace de Napoléon. En 1803, Blackwell a rejoint la Légion irlandaise de Napoléon, mais a quitté en 1804 après un désaccord grave entre les officiers. Il a pris part à la campagne de Prusse et a survécu, mais il a été blessé en 1806 et à nouveau en 1807. Il a occupé des postes de personnel pour le reste de la guerre, et au cours de la campagne de Saxe de 1813, il a contracté la maladie dont il est mort plus tard. 
James Blackwell était l'un des plus honoré des officiers irlandais de la Légion. Ses honneurs comprennent: Chevalier de la Légion d'Honneur, Officier de la Légion d'Honneur, chevalier de Saint- Louis, Officier de la Légion royale d'Honneur et le lieutenant du Roi à la Petite Pierre.
En 1816, il est nommé gouverneur militaire en Alsace. Malheureusement, il était, alors, en mauvaise santé et souffrant de la tuberculose. 

## Retraite
Il a pris sa retraite plus tard à Paris et y mourut en 1822. Il est enterré dans le cimetière du Père-Lachaise puis transporté à l'ossuaire.
Bien que sa carrière a été écourtée par la maladie, et il n'a jamais atteint un rang supérieur, il est l'un des rares Irlandais à avoir été chef d'escadron (lieutenant-colonel de cavalerie) et chef de bataillon (Lieutenant-colonel d'infanterie). Ses descendants vivent à proximité d'Ennistymon, dans le Comté de Clare.